# Юрковский, Рышард
Рышард Юрковский (пол. Ryszard Jurkowski, род. 28 мая 1945, Сосновец) — польский архитектор и градостроитель. Он известен своим современным и всеобъемлющим минималистским дизайном жилых, коммерческих, образовательных, промышленных и гражданских зданий, а также своей борьбой с монотонной и унылой архитектурой коммунистической эпохи. Он один из самых плодовитых архитекторов Польши.

## Жизнь и карьера
Рышард Юрковский родился 28 мая 1945 года в Сосновце, там же он учился в средней школе имени Болеслава Пруса. В 1969 году он окончил Краковский технологический университет со степенью магистра архитектуры, впоследствии получил профессиональную квалификацию для практических занятий архитектурой. 
В 1969 году он присоединился к Региональной муниципальной строительной компании в Сосновце, но два года спустя начал работать в крупной архитектурной фирме «Investprojekt» в Катовице. С 1990 года он был старшим партнёром в «AiR Jurkowscy Architekci», эту компанию он основал вместе со своей женой, которая также имеет высшее архитектурное образование. 
С 1991 по 1996 год Юрковский был старшим преподавателем Краковского технологического университета, а в 1992–1998 и 2003–2006 годах председателем Региональной комиссии по градостроительству и архитектуре в Катовице. Он также был назначен членом Генеральной комиссии Польши по градостроительству и архитектуре в Варшаве и сыграл значительную роль в создании Закона от 15 декабря 2000 года о профессиональных органах самоуправления архитекторов. 
Он был главным координатором среды профессиональных архитекторов, а в 2000 году был избран президентом Ассоциации польских архитекторов (SARP) и занимал эту должность до 2006 года. 
Юрковский является спонсором и пропагандистом публикации книг по архитектуре и дизайну, а в 2018 году организовал публикацию первого польского издания книги «О доме Адама в раю: идея примитивной хижины в истории архитектуры» (пол. O rajskim domu Adama: Idea pierwotnej chaty w historii architektury), литературное произведение по истории и философии архитектуры, написанное выдающимся историком и критиком профессором Джозефом Риквертом и опубликованное под патронажем Национального института архитектуры и городского планирования (NIAIU) и Министерства культуры и национального наследия.
Он также является членом Польского архитектурного совета и одним из судей Коллегии судей соревнований SARP.

## Награды и почести
Рышард Юрковский является лауреатом Почётной премии SARP 1999 года, Премии SARP 1987 и 2010 годов и Премии Министерства строительства 1-й и 2-й степени (ныне Министерство инфраструктуры). 
Он является лауреатом Honoris Gratia 2011 года, а также Серебряного и Золотого Крестов Заслуги в знак признания его достижений. В 2013 году он был номинирован на Премию Европейского Союза в области современной архитектуры / Премию Миса ван дер Роэ за Музей Армии Крайовой в Кракове. Он также является победителем Brick Award Polska 2013.
В 2012 году он получил Офицерский крест ордена Возрождения Польши (Polonia Restituta) от президента Польши за выдающийся вклад в польскую архитектуру.

## Избранные проекты
- Жилой комплекс Кокоцинец, Катовице (1985)[22]
- Начальная школа, Водзислав-Слёнски (1989)[22]
- Церкви, Сосновец и Ченстохова (1995 и 1996)[22]
- Офисное здание MIKAMA, Сосновец (1997)[8]
- Алтарь Папы Иоанна Павла II во время его визита в Польшу (1999)[4][24]
- Getin Bank[англ.], Бытом (2000)[22]
- Отель Qubus, Гливице (2001)[25]
- Каменный дом, Катовице (2001)[26]
- Торговый центр Ahold, Водзислав-Слёнски (2005)[22]
- Филармония Оскара Кольберга, Кельце (2006)[27]
- Вилла В потоке, Катовице (2007)[28]
- Городская реконструкция улицы Мариацкой, Катовице (2008)[29]
- Музей Армии Крайовой[англ.] в Кракове (2009)[2][23]
- Экуменическая часовня, международный аэропорт Катовице (2009)[30]
- Жилой комплекс Ксенженце, Катовице (2010)[7][10]
- Административное здание Энергополь, Катовице (2012)[8]
- Городской музей и офис специальной экономической зоны Катовице, Жоры (2012)[7][31]
- Реконструкция Главной городской площади, Катовице (2012)[32]
- Музыкальный центр, Краков (2013)[33]
- Жилой комплекс У Фонтанов, Рацибуж (2016)[34]
- Инновационный пространственный центр Варшавской школы экономики, Варшава (2017)[35]
- Городская реконструкция улицы Дворцовой, Катовице (2021)[36]
- Отель Меркур Accor, Катовице (2021)[37][38]

## Галерея

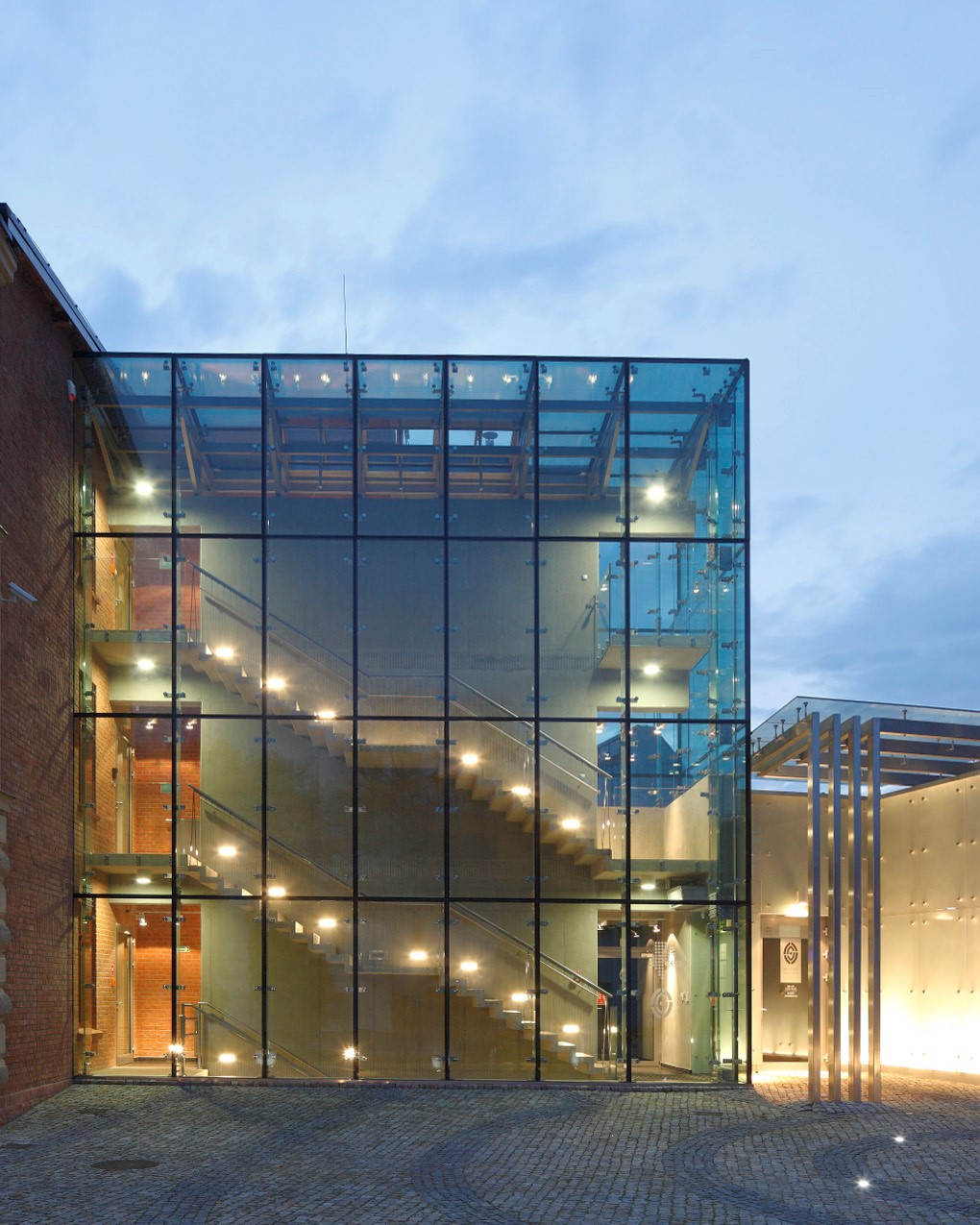
Городской музей, Жоры
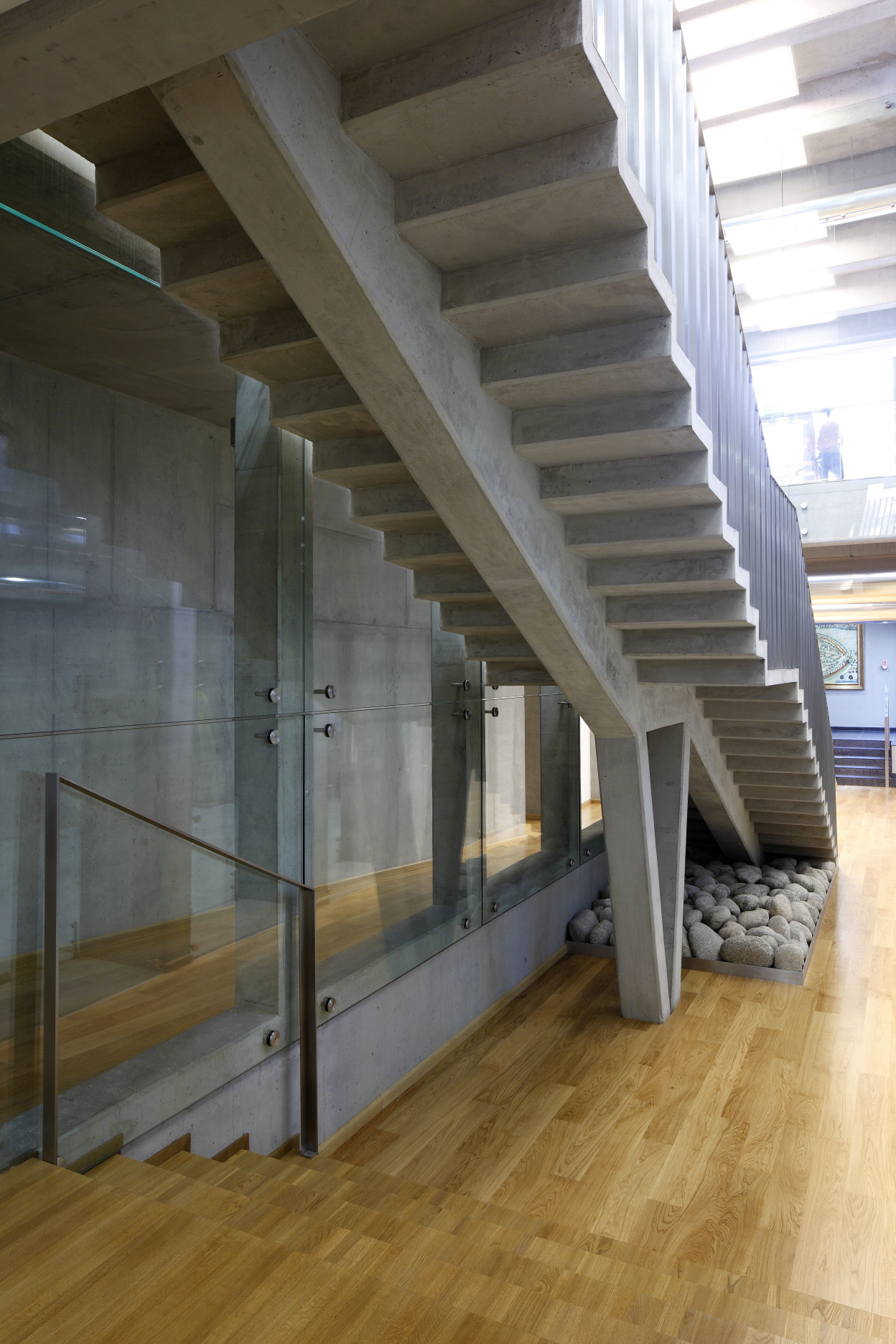
Городской музей, Жоры